# Smoltxev-Malinovski
Smoltxev-Malinovski - Смольчев-Малиновский (rus) - és un poble de la República d'Adiguèsia, a Rússia. És a 29 km a l'est de Guiaguínskaia, a la vora del Txokhrak, i a 38 km al nord-est de Maikop. Pertany a l'stanitsa de Dondukóvskaia.